# Kultur- und Stadthistorisches Museum Duisburg

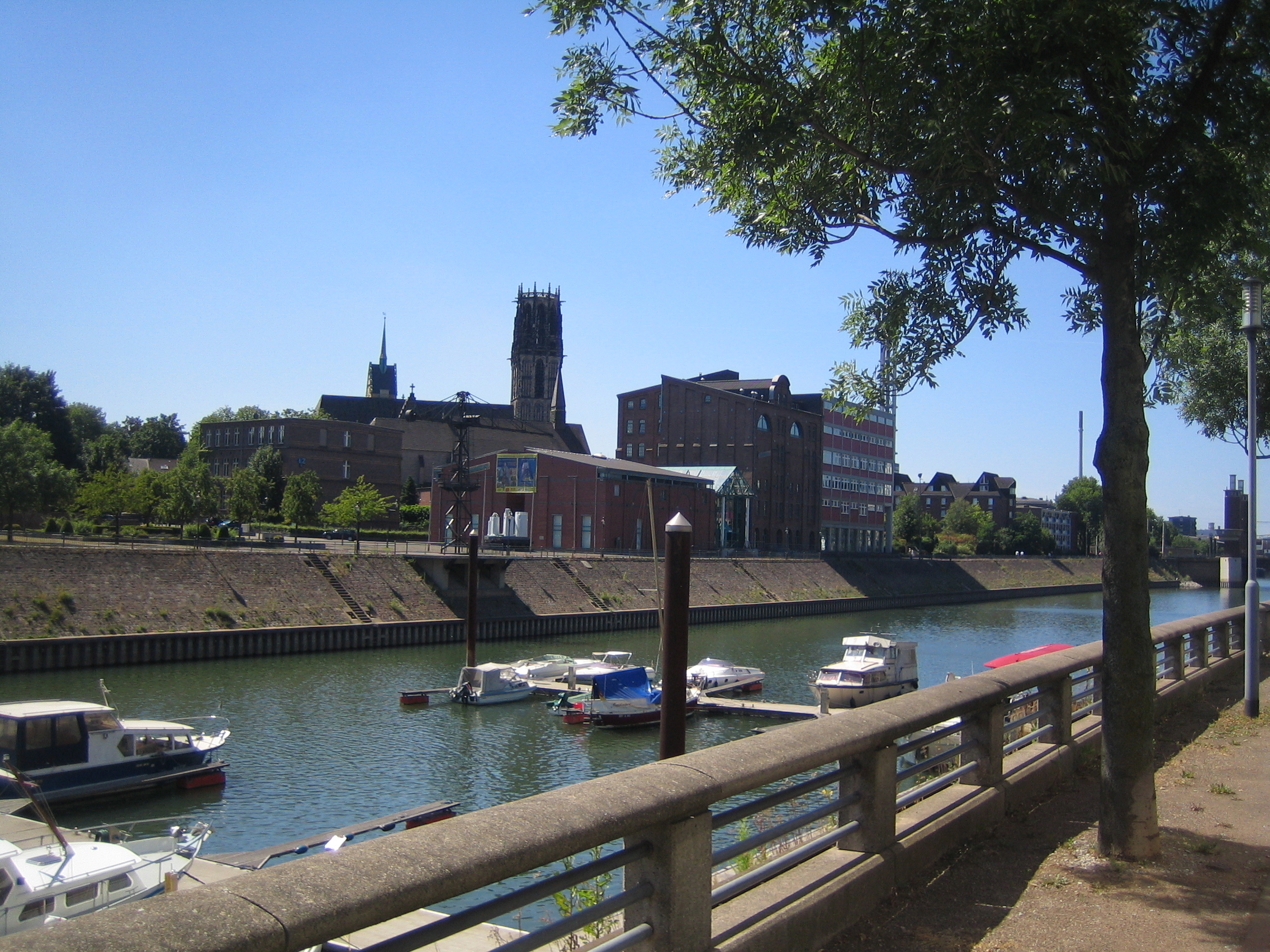
Die Bauten des Kultur- und Stadthistorischen Museums Duisburg im Innenhafen (2010)

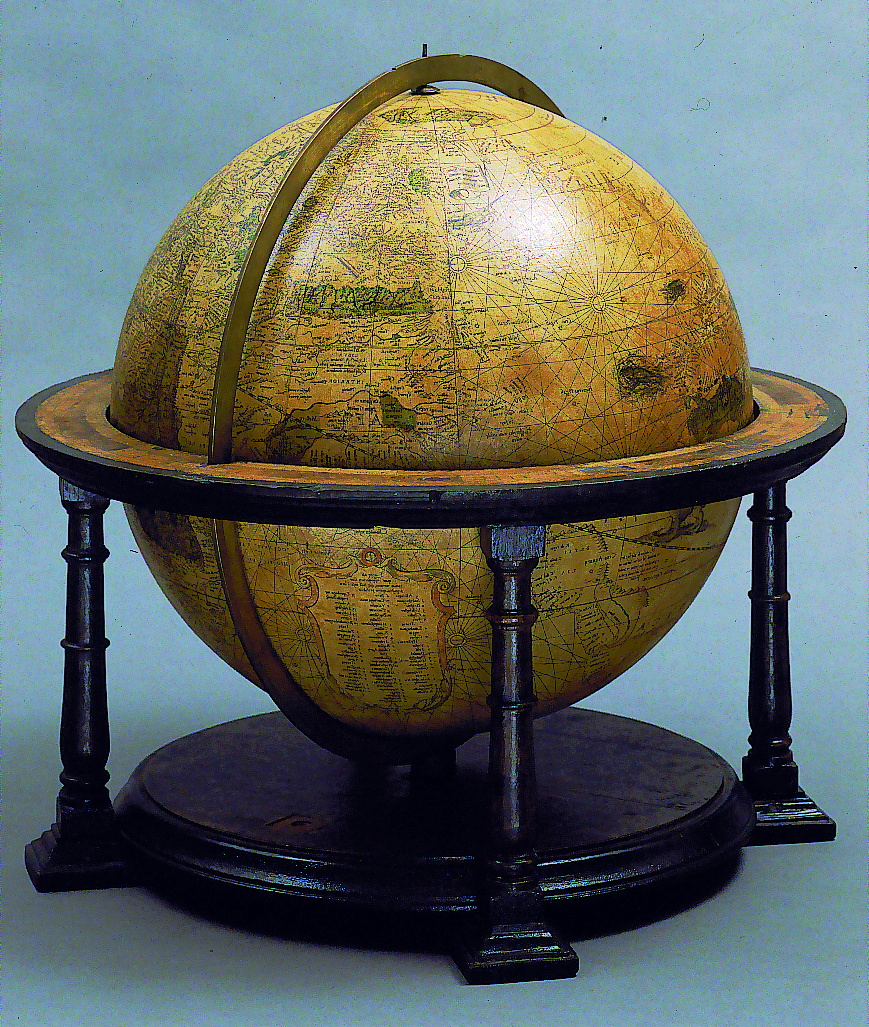
Hier ausgestelltes Exponat Erdglobus des Gerhard Mercator von 1541 (2022)

Das Kultur- und Stadthistorische Museum (Abkürzung KSM; 1927 bis 1935 Averdunk-Museum, 1935 bis 1939 Niederrheinisches Heimatmuseum, 1939 bis 1991 Niederrheinisches Museum) ist ein städtisches Museum in der Altstadt der nordrhein-westfälischen Stadt Duisburg. Es entstand 1902, seine Sammlung war zunächst im Rathaus der Stadt ausgestellt. Nach mehreren Umzügen ist es heute, zusammen mit dem benachbarten Stadtarchiv, in den umgestalteten Bauten einer Getreidemühle im Duisburger Innenhafen untergebracht.
Die Sammlungen sind vielfältig. Dem lokalhistorischen Zuschnitt ist die über 100 Jahre alte Sammlung von Objekten aus der Geschichte der Stadt selbst zu verdanken. Daneben wird im Museum eine der bedeutendsten Sammlungen zu Leben und Werk des Kartographen Gerhard Mercator präsentiert. Zum Bestand gehört darüber hinaus auch die Sammlung Köhler-Osbahr mit Münzen und Antiken aus zahlreichen Kulturen und Epochen der Weltgeschichte, die seit 2024 in einer Dauerausstellung über die Geschichte des Geldes ausgestellt sind.

## Geschichte
Das heutige Kultur- und Stadthistorische Museum geht auf eine Tradition der Sammlung und Bewahrung historischer Altertümer zurück, die in Duisburg vor allem von der Bürgerschaft getragen wurde. Dabei stand die Präsentation solcher Objekte lange Zeit im Schatten des Kunstmuseums (später Lehmbruck-Museum), das sich aus dem gleichen Museumsverein heraus entwickelt hatte. Das Museum war mehrere Jahrzehnte in Provisorien untergebracht, welche die Weiterentwicklung der Sammlung hemmten. Erst durch den Umzug in den Innenhafen, der zugleich mit einer Umbenennung einherging, erhielt das Haus 1991 einen festen Standort im Stadtraum.

### Von der „Commission“ zum „Museumsverein“ (1896–1924)
Die Beschäftigung mit der Geschichte wurde im Duisburg des 19. Jahrhunderts vor allem durch Grabungen im Stadtgebiet gefördert. So gelangten in den 1870er und 1880er Jahren Grabungsfunde aus dem Duisburger Stadtwald und dem Gräberfeld Duisburg-Wedau an das Gymnasium und wurden hier in einer eigens eingerichteten Altertumssammlung präsentiert. Der Grundstein für eine umfassendere Weiterentwicklung der Sammlung wurde durch die Stiftung des Ingenieurs Albrecht Bonnet gelegt. Er überließ im Frühjahr 1896 seine Urnensammlung der Stadt, verbunden mit der Bedingung, diese der Öffentlichkeit zugänglich zu machen.

Die Präsentation der niederrheinischen Irdenware im Museum im Rathaus, um 1920

Am 2. Juni 1896 gründete sich hierfür die „Commission zur Erhaltung und Sammlung von Duisburger Alterthümern“. Initiator für dieses zivilgesellschaftliche Engagement war der Gymnasialprofessor Heinrich Averdunk. Dabei war die „Commission“ zunächst auf weitere Schenkungen aus den Reihen der Bürgerschaft angewiesen. Die „A. Bonnetsche Sammlung“ war provisorisch in einem Haus an der Düsseldorfer Straße untergebracht. Im Jahr 1902 zog die wachsende Sammlung in das neue Rathaus im Stadtzentrum um.
Am 13. Mai 1902 wurde die „Commission“ von 1896 durch Stadtratsbeschluss in den „Duisburger Museumsverein“ umgewandelt. Noch im gleichen Jahr gab Heinrich Averdunk einen ersten Museumsführer heraus. Die Sammlung im dritten Obergeschoss des Rathauses umfasste vier Abteilungen. Neben der „Bonnetschen Sammlung“, einer Keramik- und einer Münzsammlung waren hier bereits die wichtigsten Werke des Geographen Gerhard Mercators untergebracht. Bereits 1899 war man in der „Commission“ überein gekommen, ein Hauptaugenmerk auf die Werke Mercators und seines Umfeldes zu richten. Startschuss bildete der Erwerb der Erstausgabe des Mercator-Atlas im Jahr 1897. 1908 übergab der Duisburger Geheimrat Theodor Böninger dem Verein zwei Original-Mercator-Globen, die bis heute zu den wertvollsten Stücken der Sammlung gehören.
Ab etwa 1905 entwickelte sich die Sammlung des Museumsvereins weiter. Nun sollte auch moderne Kunst die Sammlungsbestände ergänzen. Heinrich Averdunk, seit Gründung erster Museumsleiter aus den Reihen des Vereins, stand dieser Entwicklung positiv gegenüber. So erwarb der Museumsverein im Jahr 1911 die Junge Frau des gebürtigen Meiderichers Wilhelm Lehmbruck. Mit dem Ankauf von einem Werk eines zeitgenössischen Künstlers aus der Region sollte sowohl dem Heimat- als auch dem Kunstgedanken Rechnung getragen werden. Zuvor war innerhalb des Vereins bereits ein Kunstausschuss ins Leben gerufen worden.
Die Räumlichkeiten im Rathaus waren für die weiter wachsende Sammlung von Beginn an zu klein. Früh kamen Ideen auf, ein eigenes Museumsgebäude zu errichten. Zunächst wurde die Finanzierung der bestehenden Sammlung neu geregelt: Am 9. Juli 1907 übernahm die Stadt Duisburg das Museum und steuerte zu den Mitgliederbeiträgen, durch die sich die Ausstellung bisher finanziert hatte, einen jährlichen Betrag von 2.500 Mark bei. Außerdem stiftete die Stadt aus Anlass des 25. Regierungsjubiläums Kaiser Wilhelms II. am 16. Juni 1913 dem Verein 100.000 Mark, die explizit als Grundstock für die Errichtung eines Museums dienen sollten. Der Ausbruch des Ersten Weltkriegs verhinderte die Umsetzung dieser Pläne.
Heinrich Averdunk, der 1911 nach dem Ausscheiden aus dem Schuldienst zum städtischen Archivar ernannt worden war, trat am 30. September 1919 von seinen Ämtern zurück. Daraufhin erhielt kommissarisch der Baurat und Architekt Karl Pregizer die Leitung des Museums. Daneben entstand ein Museumsausschuss unter Federführung von Oberbürgermeister Karl Jarres. Die konkrete Betreuung der Sammlung wurde dabei weiterhin durch den Museumsverein geleistet. Diese provisorische Lösung verhinderte in den nächsten Jahren die Weiterentwicklung von Sammlung und Präsentation.

### Averdunk-Museum (1924–1935)
Die Situation änderte sich erst mit der Einstellung von August Hoff als Geschäftsführer des Museumsvereins im Jahr 1924. Die neue Leitung forcierte nun den Umzug eines Teils der Sammlung in angemietete Ausstellungsräume in der Tonhallenstraße 11a. Hierher brachte man vor allem Kunst- und kunstgewerbliche Teile der Sammlung, wobei ein Fokus auf die Lehmbruck-Sammlung gelegt wurde. Hoff blieb noch bis in den Oktober 1926 für beide Sammlungen zuständig. Allerdings wurde hier bereits eine Trennung von Kunstmuseum und Heimatmuseum sichtbar.
Am 1. Oktober 1926 setzte die Stadt für die Leitung des nun um die meisten Kunstobjekte gebrachten Museums im Rathaus den Heimatkundler Eduard Wildschrey, im Nebenamt, ein. Wildschrey trieb, auch durch eine Kampagne gegen seinen Kollegen Hoff, die Trennung der beiden Sammlungen weiter voran. Diese Trennung wurde durch die Umbenennung der Bestände im Rathaus zum Averdunk-Museum im Jahr 1927 weiter manifestiert. Gleichzeitig erweiterte sich unter Wildschrey auch der Sammlungsfokus und die Bestände wurden um Objekte aus der Technik-, Industrie- und Schifffahrtsgeschichte der Stadt ergänzt. Die anderen Sammlungsbestände wurden um weitere Keramik und eine Gewehrsammlung erweitert.
Nach dem Zusammenschluss von Duisburg und Hamborn zur Stadt Duisburg-Hamborn im Jahr 1929 traten weitere Akteure in Erscheinung. In Hamborn war bereits im Jahr 1925 ein eigenes Museum eingerichtet worden, das im Hamborner Rathaus, später in der Berufsschule untergebracht war. Ab 1927 stand das Museum unter der Leitung des jungen Prähistorikers und gebürtigen Hamborners, Rudolf Stampfuß. Die Bestände umfassten vorgeschichtliche Funde, sollten aber auch um eine stadt-, sowie eine industriegeschichtliche Abteilung erweitert werden.
Nach der kommunalen Neuordnung plante der Stadtrat die vollständige Neuordnung der „Museumsangelegenheiten der Gesamtstadt“. Am 1. Mai 1930 wurde Wildschrey von der Leitung des Averdunkmuseums entbunden und stattdessen Rudolf Stampfuß eingesetzt. Die bisher nur räumliche Trennung von Kunst- und Heimatmuseum wurde nun auch institutionell festgelegt. Dem Kunstmuseum mit dem Museumsverein, der sich in den vorangegangenen Jahren immer mehr von seiner ursprünglichen Konzeption entfernt hatte, stand nun das Heimatmuseum gegenüber, das die beiden Standorte Duisburg-Rathaus und Hamborn-Berufsschule umfasste. Die Umstrukturierung ging mit einer Schmutzkampagne gegen Eduard Wildschrey einher, der letztlich durch das Anbringen neuer Schlösser aus der Institution gedrängt wurde.
In den folgenden Jahren hatte das Heimatmuseum durch seine enge Verbindung mit der Stadt Duisburg immer wieder mit finanziellen Problemen zu kämpfen. Neuankäufe waren unmöglich. Diese Situation wurde durch die Aufteilung der Sammlung auf mehrere Standorte im Stadtgebiet verstärkt. 1932 wurde die Sammlung im Duisburger Rathaus geschlossen, ehe Teile der stadtgeschichtlichen Abteilung, sowie der Mercatorsammlung 1934 in der Königstraße 21 ausgestellt wurden. Rudolf Stampfuß versuchte dem Bedeutungsverlust mit einer engen Anlehnung an die Politik entgegenzuwirken.
Unter den geänderten politischen Vorzeichen nach der nationalsozialistischen Machtübernahme 1933 versuchte Stampfuß, mittlerweile Ortsgruppenleiter des „Kampfbundes für deutsche Kultur“, das Averdunk-Museum als zentrale Kulturinstitution in Duisburg zu etablieren. Nach einer Kampagne gegen August Hoff, die zu dessen Entlassung aus dem städtischen Dienst führte, plante Stampfuß die (Wieder-)Zusammenlegung der Bestände von Kunst- und Heimatmuseum unter seiner Leitung zu erreichen, scheiterte jedoch.

### Nationalsozialismus und Zweiter Weltkrieg (1935–1945)
Statt einer Zentralisierung der Duisburger Museumsbestände, gelang es Stampfuß, die Finanzierung für ein zukünftiges Museumsgebäude für die heimatkundlichen Bestände sicherzustellen. Am 7. Juli 1935 wurde das „Niederrheinische Heimatmuseum“ in der Friedrich-Wilhelm-Straße 34 seiner Bestimmung übergeben. Während die Ausstellung ihren Fokus auf die territoriale Geschichte des Niederrheins legte und dabei die Mercator-Sammlung, volkskundliche Stücke und weitere Objekte aus der Stadtgeschichte präsentierte, verzichtete man nun vollständig auf früh- und vorgeschichtliche Funde.
| Ort                                 | Jahr                 |
| Keller des Duisburger Stadttheaters | Dezember 1942        |
| Burg Weilstein                      | April 1943           |
| Schloss Hertefeld                   | Juli 1943/April 1944 |
| Burg Holtheyde                      | Juli 1943            |
| Haus Caen                           | Juli 1943/Juni 1944  |
| Keller der Berufsschule Hamborn     | vor Dezember 1943    |
| Gartrop                             | Juni 1944            |
| Spellen                             | Juli 1944            |

Diese Objekte wurden weiterhin im „Museum für Vorgeschichte“ in Hamborn ausgestellt, das jedoch für die Öffentlichkeit nur sehr eingeschränkt zugänglich blieb. Das Museum bildete in dieser Zeit vor allem den Anlaufpunkt für weitere Ausgrabungen, die von Rudolf Stampfuß geleitet wurden. Erst am 14. Juni 1937 eröffnete unter dem Namen „Museum für niederrheinische Vorgeschichte“ eine echte Zweigstelle des Niederrheinischen Heimatmuseums in Hamborn.
Stampfuß selbst geriet aber, vor allem wegen der immer wieder auftauchenden Kompetenzüberschreitungen während solcher Grabungen, in Konflikt mit den politischen Stellen. Ihm wurde die hauptamtliche Leitung des Niederrheinischen Museums entzogen, sodass er der Institution zwischen 1935 und 1938 nur noch als ehrenamtlicher Leiter vorstand. Bereits am 1. Februar 1936 wurde der junge Volkskundler Wilhelm Schmitz (später Schmitz-Veltin) als Assistent eingestellt.
Schmitz-Veltin wurde nach dem endgültigen Ausscheiden Stampfußs am 1. April 1938 zum Museumsleiter ernannt. Unter ihm erfolgte wenige Wochen später die Übernahme der „arisierten“ Sammlung Cohnen. Das Ehepaar Cohnen hatte dem Museum noch in den 1920er Jahren seine Keramiksammlung zum Kauf angeboten, die Verhandlungen scheiterten aber. Nach der Demütigung und Misshandlung des Ehepaares während der Reichspogromnacht im November 1938 schaffte man die Stücke am 27. Dezember ins Museum. Vier Tage später starben Adele und Noe Cohnen durch Suizid.
Der neue Museumsleiter setzte auch die Umbenennung des Hauses zum „Niederrheinischen Museum“ durch, die 1939 erfolgte. Mit Beginn des Zweiten Weltkrieges veränderten sich die Ausstellungen, die gezeigt wurden. Da Wehrmachtsoldaten freien Eintritt hatten, fokussierte man sich in Duisburg nun auf „kriegsnahe“ Themen. So wurde im Jahr 1940 eine „Elsaß-Lothringen-Schau“ gezeigt. Mit den Kriegserfolgen im Westen begann auch Schmitz-Veltin im besetzten Belgien Kunstwerke aus den dortigen Museen aufzunehmen. Im Mai 1940 inventarisierte er Objekte des „Folklore-Museums“ in Malmedy.
Ab November 1940 wurde Duisburg erstmals Ziel alliierter Bombenangriffe. Teile der Sammlung wurden daraufhin ausgelagert. Mit der Ausweitung des Krieges ab Ende 1941 konnte die reguläre Ausstellungstätigkeit nicht mehr länger aufrechterhalten werden. Wilhelm Schmitz-Veltin wechselte im Oktober 1942 an die Duisburger Stadtbücherei, sodass seinem bisherigen Assistenten, dem Prähistoriker Fritz Tischler, die Sicherung des Museumsinventars überlassen wurde.
Die endgültige Sicherung des Museumsbestandes wurde im Juli 1943 vorgenommen. In der Nacht vom 22. auf den 23. Februar 1945 wurde das Gebäude des Niederrheinischen Museums zerstört. Die Objekte waren in verschiedenen Landschlössern der Umgebung, sowie im Luftschutzkeller der städtischen Berufsschule in Hamborn untergebracht. Etwa 75 % der Sammlungen waren noch intakt, allerdings wurden viele volkskundliche Objekte, darunter die unrechtmäßig übernommene Sammlung Cohnen, bei einem Luftangriff auf den Auslangerungsort Schloss Hertefeld bei Weeze zerstört.

### Suche nach einem geeigneten Standort (1945–1969)
Im Jahr 1945 stellte sich die Frage nach passenden Räumlichkeiten für die Sammlung dringlicher als je zuvor. Bereits 1939 hatte Schmitz-Veltin das „Haus Duisburg“ (Adresse Düsseldorfer Straße 49) für einen Umzug ins Auge gefasst. 1945 waren die Bestände ausgelagert und das bisherige Museum zerstört. Obwohl die fünfte Etage des Kaufhofs in Hamborn oder der Schlachthof in der Musfeldstraße in Neudorf als neue Ausstellungsräume ins Gespräch gebracht wurden, zogen die ausgelagerten Bestände nach und nach wieder in die Berufsschule Hamborn ein.

Ausstellungsplakat zur Mercator-Gedächtnis-Ausstellung von 1962 aus Anlass des 450. Geburtstages des Kartographen

Obwohl die in Duisburg verbliebenen Bestände schnellstmöglich wieder der Öffentlichkeit zugänglich gemacht werden sollten, war man zunächst mit der Inventarisierung der ausgelagerten Objekte beschäftigt. Während die anderen Kulturinstitutionen Duisburgs nach 1945 schnell an die Erfolge der Zeit vor der NS-Machtübernahme anknüpfen konnten, blieb das Niederrheinische Museum in den ersten Nachkriegsjahren farblos. Dies hängt auch mit der unklaren Leitungsposition zusammen: Schmitz-Veltin überließ seinem Assistenten Tischler mehr und mehr das Feld.
Erst die Gründung der „Mercator-Gesellschaft, Verein für Heimatkunde e. V.“, am 12. Dezember 1950, die eng an die Bestände des Museums angelehnt wurde, stellte den Erfolg des Museums auf eine breite bürgerschaftliche Basis. Gegenüber den Besatzungsbehörden hatten die Museumsmacher mit vielen Vorbehalten zu kämpfen, weil die meisten Heimatmuseen während der nationalsozialistischen Diktatur die Ideologie der Machthaber besonders stark vertreten hatten. Fritz Tischler, der seit 1946 offiziell als Museumsleiter bezeichnet wurde, musste gegenüber den Behörden die unpolitische Absicht hinter den Objekten mehrfach betonen.
Die Stadtverwaltung initiierte ab 1950 den etappenweisen Umzug der Bestände von Hamborn in die Duisburger Kernstadt. Weil ein passendes Gebäude immer noch fehlte, tourte Tischler mit wechselnden Ausstellungen durch Duisburger Schulen. Im September 1950 eröffnete eine „Mercator-Gedächtnis-Ausstellung“ im Haus Königstraße 21, das nach dem Krieg auch dem Lehmbruck-Museum als Ausstellungsort diente. Provisorisch war auch der Standort Stadttheater, der ab 1952 eingerichtet wurde.
In den folgenden Jahren entwickelte sich die Standortfrage immer wieder zum Politikum. Die Verantwortlichen auf Seiten der Stadt gaben zumeist dem Lehmbruck-Museum den Vorzug, das als „moderner“ und weniger vorbelastet galt. Immer wieder war das „Haus Rhein“ als neuer Standort im Gespräch, das nach 1961 jedoch abgerissen wurde, um dem Neubau des Lehmbruck-Museums Platz zu machen. Zeitweise wurde Ausstellungen im historischen Rathaus gezeigt. 1962 präsentierte man eine Mercator-Schau im Haus Mülheimer Straße 39.
Ab Mitte 1966 zog das Niederrheinische Museum in die von der Stadtbibliothek (unter ihrem Leiter Schmitz-Veltin) inzwischen aufgegebenen Räumlichkeiten im Immanuel-Kant-Park ein. Der überraschende Tod Fritz Tischlers im Jahr 1967 war wohl der Grund, warum sich die Eröffnung noch bis ins Jahr 1969 hinzog. Tischler hatte sich bis zuletzt, vergeblich, um einen Anbau an die bestehenden Baulichkeiten bemüht. Aus Platzmangel musste die Eröffnungsfeier am 9. Februar 1969 im benachbarten Lehmbruck-Museum abgehalten werden.

### Vom Niederrheinischen Museum zum Kultur- und Stadthistorischen Museum (1969–heute)
Die Wiedereröffnung der Sammlung war mit einer Schenkung verbunden, die für die weitere Entwicklung des Niederrheinischen Museums besondere Bedeutung haben sollte: So erhielt der neue Museumsdirektor Cornelius Ankel 1969 von Oberbürgermeister August Seeling einen Druck des Corputius-Planes, den die Stadt 1966 im niederländischen Kunsthandel erworben hatte. Die Detailansicht der Stadt Duisburg aus dem 16. Jahrhundert bildet bis heute eines der bedeutendsten Objekte innerhalb der Sammlung.
Cornelius Ankel versuchte das Museum durch verschiedene Wechselausstellungen bekannter zu machen. Dabei gelang es, schnell die Besucherzahlen zu erhöhen. Besuchten 1969 noch 8.500 Menschen das Haus im Kantpark, waren es bis 1971 über 18.500. 1970 erhielt das Museum eine Cafeteria als Geschenk der DEMAG, welche die Attraktivität weiter erhöhte. Früh versuchte Ankel auch die immer wieder projektierte Umsetzung der Idee eines Duisburger Schifffahrtsmuseums voranzubringen. Ein erster Schritt erfolgte durch den Ankauf des Museumsschiffs „Oscar Huber“ 1971.
Nach dem Tod Ankels im Jahr 1976 wurde der Hamburger Archäologe Gernot Tromnau zum neuen Leiter ernannt. Er trat die Stelle kurz nach der kommunalen Neuordnung an. Duisburg war durch Eingemeindung stark gewachsen. Unter anderem waren die Ruhrorter Häfen an die Stadt gelangt. Nun stand die Stadt auch dem Aufbau eines Schifffahrtsmuseum offener gegenüber. Am 13. Juni 1977 wurde der Aufbau eines solchen Hauses in Angriff genommen. Das Projekt sollte durch einen Arbeitskreis im Niederrheinischen Museum vorangetrieben werden und bei diesem angesiedelt bleiben. 1979 wurde das neue Museum als „Museum der Deutschen Binnenschifffahrt“ eröffnet.

Postkarte der Rosiny-Mühle (hier „Rosyni-Mühle“) im Duisburger Innenhafen

Tromnau betonte zugleich in der Ausstellung im Niederrheinischen Museum den stadthistorischen Fokus. Diese Neukonzeption ergänzte er durch große Wechsel- und Wanderausstellungen, mit denen das Duisburger Haus national und international größere Bekanntheit erlangte. Im Jahr 1990 übernahm das Museum auch die Münz- und Antikensammlung Köhler-Osbahr als Dauerleihgabe. Nach der Eröffnung des Binnenschifffahrtsmuseums sollte auch das große Haus ein neues, größeres Gebäude erhalten. Tromnau hatte hierfür einen der Speicherbauten im Innenhafen ins Auge gefasst, die im Rahmen der Internationalen Bauausstellung Emscher Park saniert werden sollten.
Am 22. März 1991 wurde das neue Museum unter dem Namen „Kultur- und Stadthistorisches Museum Duisburg“ eröffnet. In den folgenden Jahren wurde der lokalhistorische Bezug weiter verstärkt und ausgebaut. Dabei öffnete sich das Museum der Stadtgesellschaft, was insbesondere durch den Fokus auf die Industriegeschichte vorangetrieben wurde. Seit dem Ausscheiden Gernot Tromnaus im Jahr 2000 übernahm die Regionalhistorikerin Susanne Sommer die Leitung des Museums.
Unter Sommer entstand im Jahr 2007 am neuen Standort eine überarbeitete Dauerausstellung, die auf 800 Quadratmetern die Geschichte Duisburgs nachzeichnet. 2012 erneuerte man auch die Mercator-Ausstellung. Stand in der Anfangszeit vor allem die Alltagskultur im Zentrum der musealen Arbeit, verschob sich der Schwerpunkt in den 2010er Jahren auf die Themen „kulturelle Vielfalt“ und „Migration.“
Die Leiterin trieb auch die Vernetzung des Kultur- und Stadthistorischen Museums mit anderen Kulturträgern vor Ort voran. Aus der Zusammenarbeit von Stadtarchiv und Museum ging 2014 das Zentrum für Erinnerungskultur, Demokratie und Menschenrechte hervor, das einen überinstitutionellen Blick auf die NS-Vergangenheit der Stadt wirft. Bis 2024 werden die Kulturinstitutionen Stadtarchiv, Museum und Zentrum zur Dachmarke „Historisches Zentrum Duisburg“ vereinigt.  Daneben erweiterte das Museum auch die museumspädagogischen Formate um die sogenannte „Mercator-Werkstatt“ mit Kleinkunstbühne, sowie dem „Erzählcafé“.

### Museumsleitung
- 1902–1919: Heinrich Averdunk (1840–1927), Lehrer.
- 1919–1924 (kommissarisch): Karl Pregizer (1872–1956), Architekt.
- 1924–1926: August Hoff (1892–1971), Kunsthistoriker.
- 1926–1930 (nebenamtlich): Eduard Wildschrey (1879–1944), Geologe und Schriftsteller.
- 1930–1938: Rudolf Stampfuß (1904–1978), Prähistoriker.
- 1938–1942/1946: Wilhelm Schmitz-Veltin (1907–1968), Historiker und Kunsthistoriker.
- 1942/1946–1967: Fritz Tischler (1910–1967), Prähistoriker.
- 1967–1976: Cornelius Ankel (1930–1976), Prähistoriker.
- 1976–2000: Gernot Tromnau (* 1939), Prähistoriker.
- seit 2001: Susanne Sommer (* 1960), Regionalhistorikerin.[14]

## Architektur
Das Kultur- und Stadthistorische Museum ist seit dem Jahr 1991 im Weizensilo der ehemaligen Rosiny-Mühle im Duisburger Innenhafen untergebracht, der durch Anbauten erweitert wurde. Im Kern geht der Bau auf das Jahr 1904 zurück. Nach dem Ende der Getreidelagerung im Jahr 1969 wurde das Gebäude für einige Zeit geschlossen. Im November 1987 beschloss der Rat der Stadt Duisburg, das Haus zu einem Museum umzugestalten. Dabei markierte der Museumsumbau den Anfang einer umfassenden Nachnutzung des Duisburger Innenhafens im Rahmen des Internationalen Bauausstellung Emscher Park. Als Architekturbüro wurde die „Architekturfabrik Aachen“ gewonnen. Am 22. März 1991 wurde das Museum seiner Bestimmung übergeben.

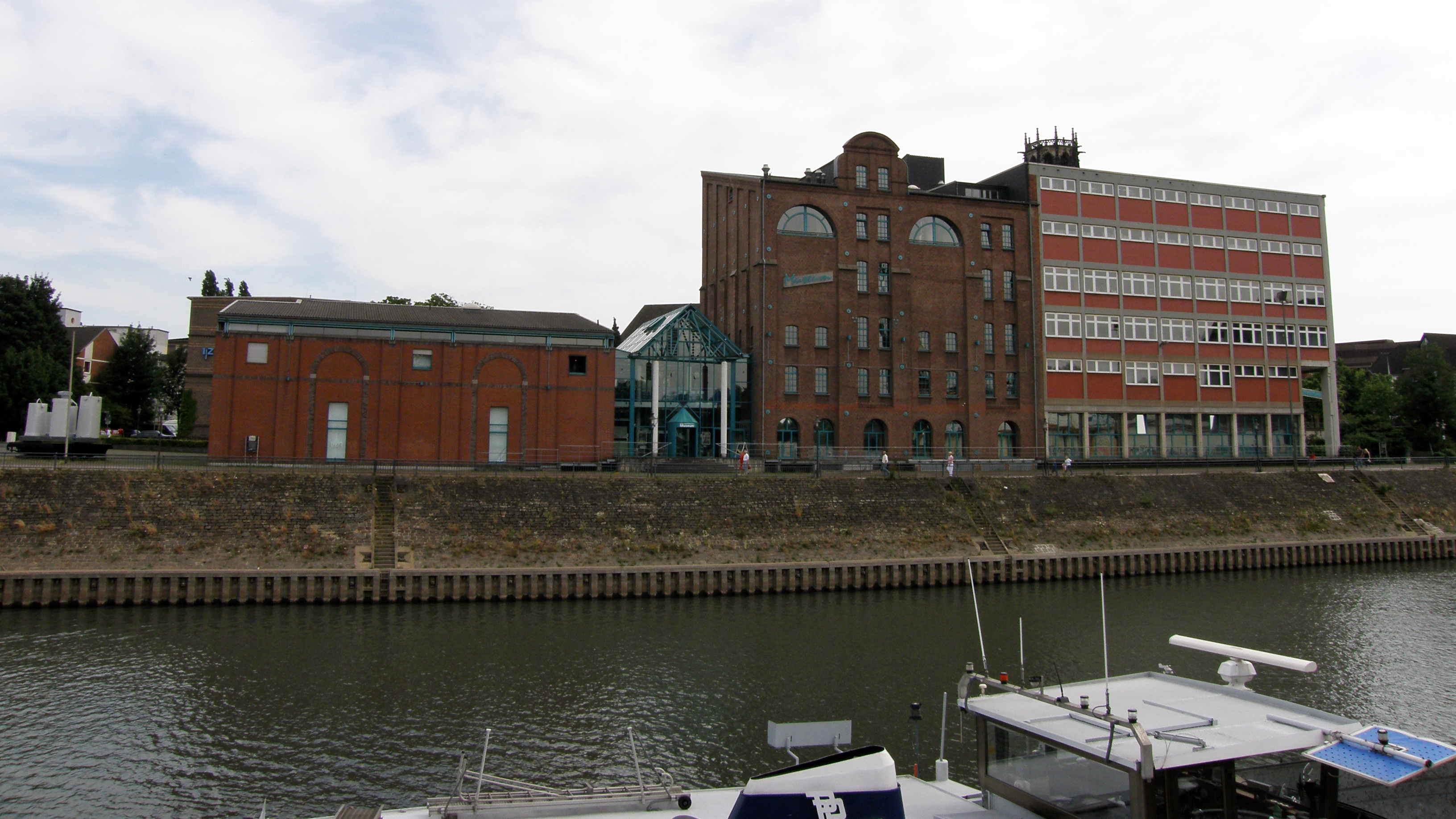
Das Museumsensemble am Duisburger Innenhafen (2008)

Insgesamt besteht das Ensemble aus vier Gebäudeteilen, die zwischen dem Hafenbecken des Innenhafens und den Resten der spätmittelalterlichen Stadtmauer aufragen. Das Zentrum bildet der 1991 errichtete, markante Eingangsbereich aus Glas und türkisfarbigem Stahl. Seine zwei modernen Portiki mit gläsernen Dreiecksgiebeln sind in Richtung des Hafens bzw. der Stadtmauer ausgerichtet. Er wurde zwischen dem alten Getreidesilo aus verklinkertem Ziegel und einem an die alte Architektur angelehnten Neubau aufgeführt. Das Getreidesilo hat sechs Geschosse und schließt mit zwei, an ein Satteldach angelehnten Pultdächern ab. An ihn grenzt ein weiteres Speichergebäude aus dem Jahr 1959 an, in dem heute das Stadtarchiv untergebracht ist. Der zweigeschossige Neubau in Richtung des Altstadtparks am Johannes-Corputius-Platz bildet mit seiner reichen Fassadengliederung die eigentliche Schauseite des Museums.
Im ehemaligen Silo wurden die Dauerausstellung, die Sammlung Köhler-Osbahr, das sogenannte Studio als kleiner Sonderausstellungsraum, sowie Verwaltung, Haustechnik, Bibliothek und die meisten Magazine untergebracht. Im gläsernen Eingangsbereich ist das Museumsfoyer mit Kasse und Museumsshop zu finden. Ein Treppenhaus vermittelt zu den verschiedenen Ausstellungsräumen. Der Neubau umfasst zwei große Sonderausstellungsräume im Erdgeschoss. Im Obergeschoss ist mit dem „Mercator-Saal“ ein großer Vortragsraum zu finden. In einem auch äußerlich sichtbar gemachten Raum wurde außerdem mit der Mercator-Schatzkammer und dem Mercator-Magazin das Herzstück der Duisburger Sammlungen untergebracht.
Das Museum ist der Mittelpunkt eines mit Objekten aus der Stadtgeschichte bereicherten Areals. Im Umfeld des Baus ist eine alte Krananlage, die Seilscheibe eines Förderturms aus der ehemaligen Zeche Rheinpreußen und ein Wagen für den Kokillenguss als Reminiszenz an die industrielle Vergangenheit der Stadt zu finden. Die vormodernen Überreste der Stadtmauer sowie die in einer Wand eingelassenen Epitaphe vermitteln zwischen dem Museum und der wenige Meter im Südwesten beginnenden archäologischen Zone um den Alten Markt hinter dem Duisburger Rathaus, sowie dem ehemaligen Pfalzbezirk am Standort der heutigen Salvatorkirche. Das Museumsgebäude ist einer der Ankerpunkte der Route der Industriekultur.

## Sammlungen
Die Sammlungen wurden aufgrund der vielgestaltigen Präsentationen der Museumsbestände in der Vergangenheit immer wieder neu zusammengestellt. Es lassen sich lediglich drei Schwerpunkte ausmachen, die den heutigen Dauerausstellungen entsprechen. Das Duisburger Stadtmuseum verdankt sein Bestehen den umfassenden archäologischen Ausgrabungen, die im 19. Jahrhundert auf dem Stadtgebiet begannen. In kurzem zeitlichen Abstand folgte der Sammlungsschwerpunkt „Gerhard Mercator und sein Umfeld“. Ergänzt werden die Sammlungen heute vor allem durch größere Schenkungen, von denen die Sammlung Köhler-Osbahr die größte und eigenständigste darstellt.

### Stadtgeschichte
Ein Fokus der Schau zur Stadtgeschichte liegt auf Funden aus archäologischen Ausgrabungen. Seit dem Bestehen des Museums wurden die Bestände aus diesem Bereich immer wieder ergänzt. Viele Museumsleiter engagierten sich auch selbst in Grabungen auf dem Duisburger Stadtgebiet und in der Umgebung. Hinzu kommt eine Vielzahl an Objekten aus anderen Provenienzen. Dabei engagierten sich Bürgerschaft und Stadtverwaltung von Beginn an um die Vergrößerung der Bestände.

#### Archäologische Sammlungen
Die archäologische Sammlung entstand in Grundzügen im Jahr 1896, bildet also den historischen Kern des Museums. Damals gelangten etwa 130 Urnengräber aus der Duisburger Nekropole des 1. vorchristlichen Jahrtausends an die Stadt, die daraufhin die „Commission“ zur Erhaltung der Duisburger Altertümer ins Leben rief. Größere Ergänzungen entstanden durch spätere Ausgrabungen in Moers-Asberg (dem ehemaligen römischen Garnisonslager Asciburgium) und im Duisburger Innenstadtbereich.

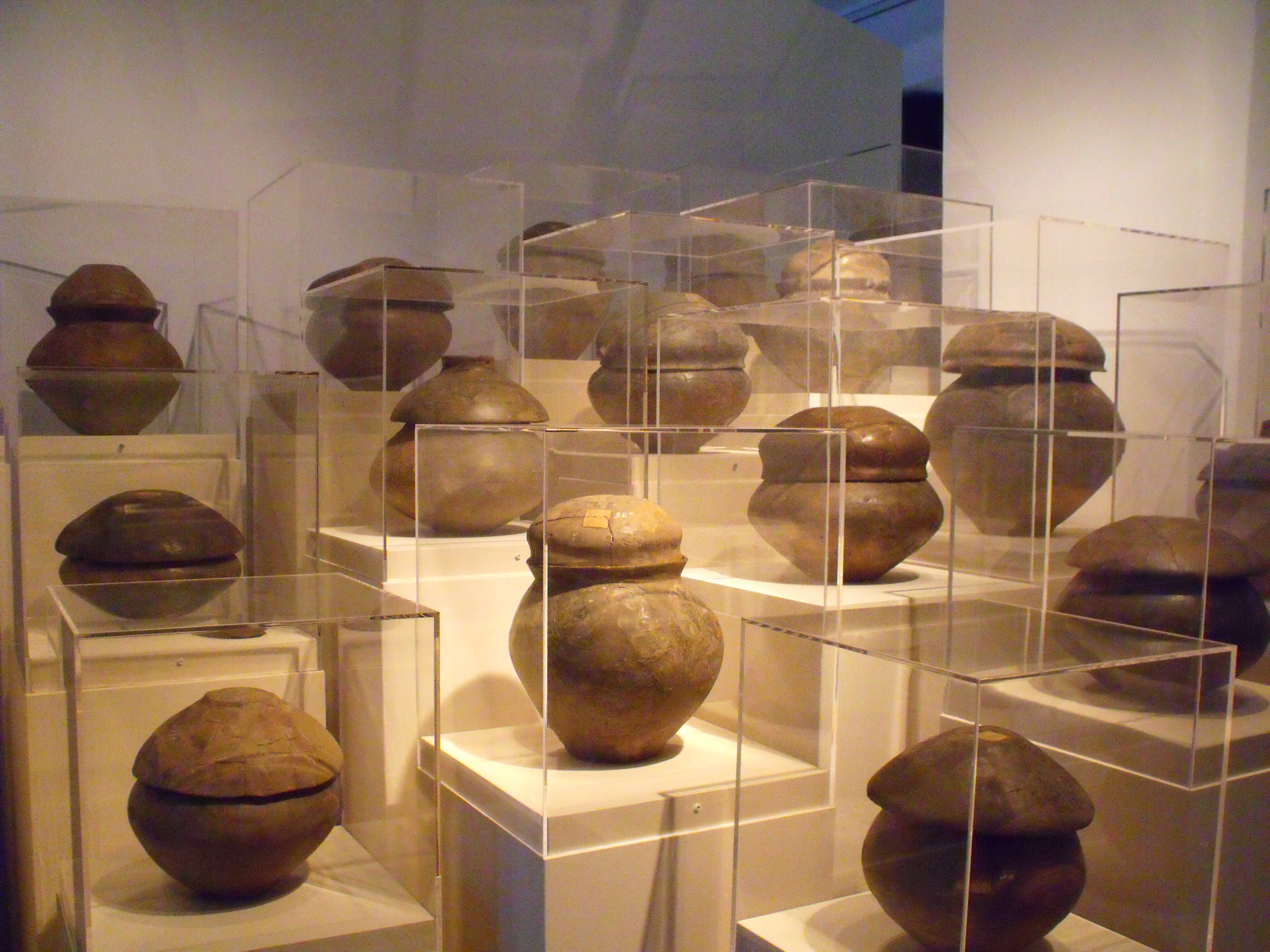
Germanische Ascheurnen in der aktuellen Dauerausstellung zur Stadtgeschichte (2010)

Die Museumsbestände belegen eine durchgehende menschliche Besiedlung des Duisburger Raumes seit der Altsteinzeit. Dabei reichen die präsentierten Funde aus dem Paläolithikum von einer bearbeiteten Mammutrippe aus Duisburg-Rheinhausen, deren artifizielle Zuspitzung wohl auf ihre Nutzung als Stoßwaffe hinweist, über späteiszeitliche Feuersteine eines Rentierjägerlagers am Kaiserberg in Duisburg-Duissern, bis hin zu einem Eichenholzpflug, der mithilfe dendrochronologischer Untersuchungen auf die Zeit um 2.300 v. Chr. datiert wurde.
Bronzezeitliche Objekte wurden ebenfalls in die Sammlungen aufgenommen. Besondere Bedeutung hat dabei das bronzene Tüllenbeil aus dem Duisburger Stadtwald. Seine wissenschaftliche Zuordnung als Verwahrfund bzw. Weihefund ist nach wie vor unklar. In die Übergangszeit von Bronze- zu Eisenzeit (um 800–400 v. Chr.) ist das Gräberfeld von Duisburg-Wedau einzuordnen, das zu den größten seiner Art entlang der Ruhr gezählt wird.
Wertvolle Funde aus der römischen Kaiserzeit gelangten ab 1984 auch durch die Grabungen im nordwestlichen Stadtgebiet an der Grenze nach Moers-Asberg ins Museum. Dabei handelte es sich bei den Objekten zumeist um Grabbeigaben wie Fibeln, Keramik, Münzen aus dem 1. und 2. nachchristlichen Jahrhundert. Bedeutsam sind dabei zwei hellblaue Glasmedaillons, die mit dem Haupt der Medusa verziert wurden. Man benutzte sie wohl als Henkelattasche und später als Amulett.
Auf die Übergangszeit von Antike und Mittelalter verweist der Goldschatz des 4. Jahrhunderts, der 1937 in Duisburg-Großenbaum entdeckt wurde. Er besteht aus elf äußerst gut erhaltenen römischen Solidi, die bereits nach kurzer Umlaufzeit vergraben wurden. Eindeutig der fränkischen Besiedlung zuzuordnen sind dagegen einige Trinkgläser. Sie konnten einer bereits teilweise christianisierten Oberschicht zugeordnet werden, die zwischen dem 5. und 8. Jahrhundert in mehreren Nekropolen auf Duisburger Stadtgebiet bestattet wurden.
Die archäologischen Sammlungen umfassen nicht nur vor- und frühgeschichtliche Funde. Durch weitere Ausgrabungen gelangten unter anderem mittelalterliche Trinkgeschirre aus Duisburg-Huckingen, sowie der sogenannte Münzschatz von Duisburg-Laar ins Museum. Er umfasst über 90 Silbermünzen aus der zweiten Hälfte des 14. und der ersten Hälfte des 15. Jahrhunderts. Ergänzt werden solche Objekte um mittelalterliche und frühneuzeitliche Relikte des Alltagslebens, wie Kämme, Schuhe oder Ringe.

#### Andere Provenienzen
Der Anspruch des Museums, die Geschichte der Stadt und der sie umgebenden Region darzustellen, führte zu einer breit angelegten Sammeltätigkeit. Zu Beginn machten Annoncen in Zeitungen auf die Sicherung des historischen Erbes und die Abgabe von Objekten an das Museum aufmerksam. Dabei engagierten sich auch früh die Stadtverwaltung und andere Duisburger Institutionen um das neu gegründete Museum. Aus Schenkungen und Ankäufen gleichermaßen rekrutiert sich die Münzsammlung mit Beständen aus der mittelalterlichen Münzstätte Duisburg. Die Münzen wurden zwischen dem 11. und dem 13. Jahrhundert geprägt.
Bereits im Jahr 1901 gelangten mehrere Apostelfiguren, die um 1480/1490 in einer niederrheinischen Werkstatt geschaffen worden waren, aus der Duisburger Salvatorkirche in die Sammlung. Die Figurengruppe wurde, nach Verlusten des Bestandes, im Jahr 2001 durch einen Zukauf aus dem Kunsthandel ergänzt. Die holzsichtigen Apostel, die sich um einen ca. 81 cm hohen Christus Salvator gruppieren, waren in der Kirche eventuell innerhalb eines Lettners bzw. als Teil eines Retabels aufgestellt.

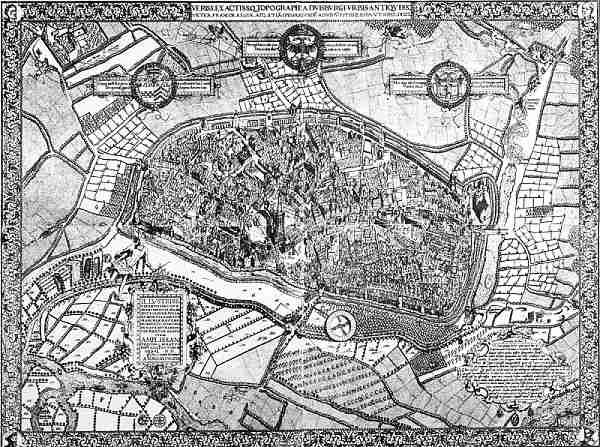
In der Sammlung befindet sich der einzig erhaltene Abdruck des Corputius-Plans von 1566

Besondere Bedeutung für das frühneuzeitliche Duisburg hat das sogenannte „Rathausbild“ (auch „Herzöge-Bild“). Es zeigt sechs Generationen der klevischen Herzöge vom 14. Jahrhundert bis zum Erlöschen des Geschlechts im Jahr 1609. Sie wurden vor Burg und Stadt Kleve dargestellt. Wahrscheinlich gaben die Stände das Bild in Auftrag, um vor den neuen Machthabern aus dem Hause Hohenzollern einen Beweis ihrer älteren Rechte zu haben. Obwohl weitere Versionen des Bildes aus anderen, ehemals klevischen Städten bekannt sind, kann das Bild in Duisburg bereits seit Beginn des 18. Jahrhunderts nachgewiesen werden. Es gelangte wohl aus den Beständen des Rathauses direkt in die Sammlung des Museums, wo es spätestens 1936 nachgewiesen ist. → siehe auch: Herzöge-Bild
Ein weiterer Sammlungsschwerpunkt liegt auf rheinischer Irdenware der Frühneuzeit. Duisburg war im 18. Jahrhundert ein Zentrum des Töpferhandwerks, insbesondere die Werkstatt Wolterus Draeck mit Sitz in Duisburg-Duissern übte es auf hohem künstlerischen Niveau aus. Duisburg besaß vor dem Zweiten Weltkrieg, zusammen mit Krefeld und Köln, die größte Sammlung solcher Stücke. Daneben gelangten immer wieder auch Objekte aus der Geschichte der Universität ins Museum. Ein besonderer Fokus liegt hierbei auf dem Nachlass des Professors und späteren Arztes Daniel Erhard Günther, darunter eine Sammlung pharmazeutischer Präparate.
Die Industrialisierungsgeschichte der Stadt wird insbesondere über die herausragende Sammlung an Duisburg-Darstellungen des 19. Jahrhunderts im Museum erschlossen. Daneben kann das Museum auch eine Vielzahl an frühneuzeitlichen Stadtansichten aufweisen, von denen der Corputius-Plan von 1566 in der Mercator-Schatzkammer die bedeutendste ist. Duisburg entwickelte sich im 19. Jahrhundert zu einer stetig wachsenden Industriestadt, was die Dachlandschaft mit hunderten von Schloten betont. Im Jahr 2000 gelangten außerdem zwei große Fabrikveduten der Firma Matthes & Weber aus der Hand des Industriemalers Otto Bollhagen an das Museum. Sie zeigen die Standorte der Schwefelsäurefabrik in Duisburg-Hochfeld.

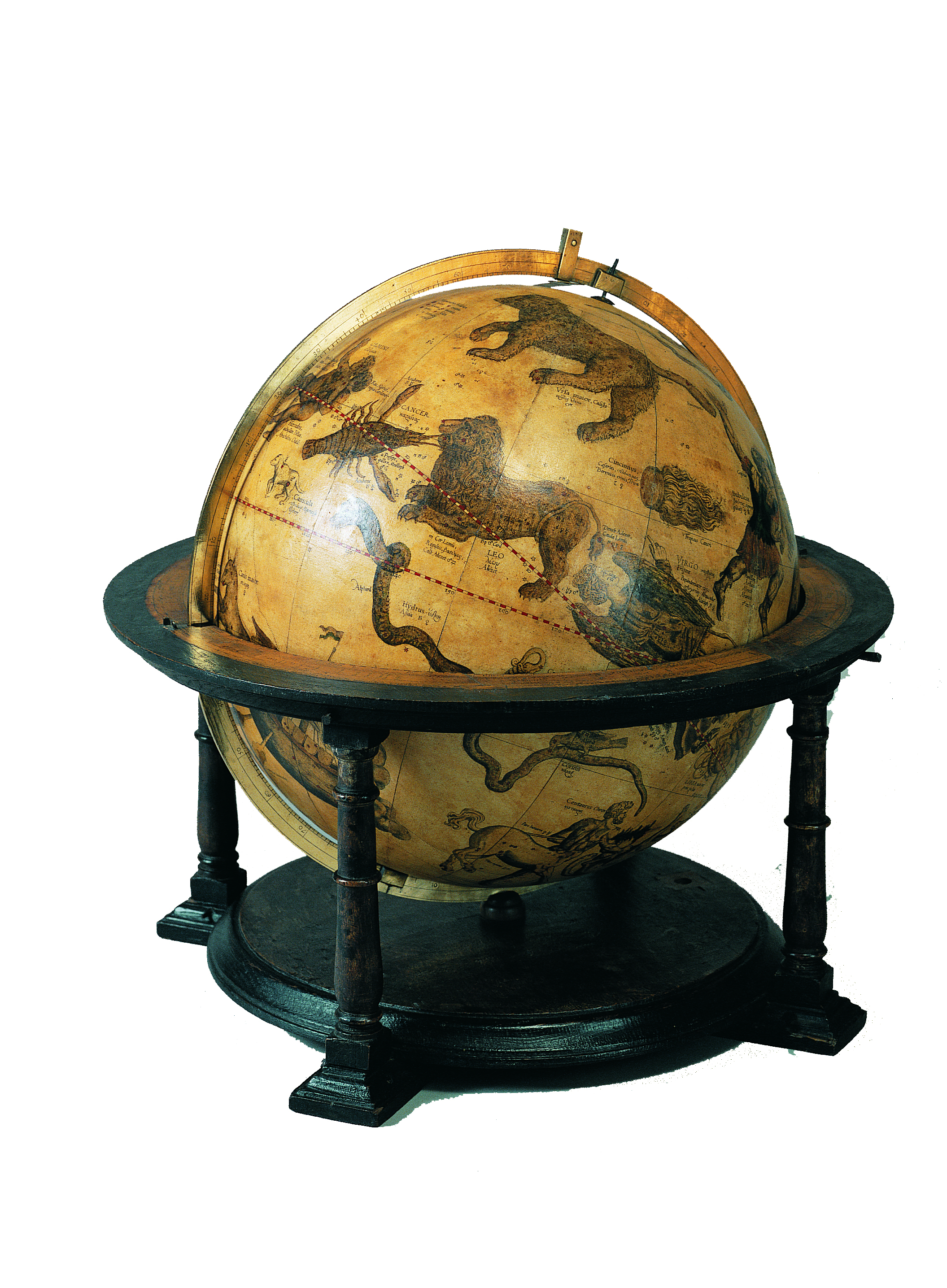
Himmelsglobus des Gerhard Mercator von 1551

### Mercator-Schatzkammer
Unter dem Namen Mercator-Schatzkammer „firmiert“ seit dem Umbau des Jahres 2001/2002 die bedeutendste deutsche Sammlung von Objekten aus dem Leben des Kartographen und Astronomen Gerhard Mercator und seines Umfeldes. Im Jahr 1899 beschloss der Altertumsverein sein Hauptaugenmerk auf die Beschaffung solcher Exponate zu richten. Die Sammlung umfasst heute über 250 Landkarten, sowie ca. 220 Bücher des 16. bis 19. Jahrhunderts. Gerhard Mercator lebte 42 Jahre in Duisburg und versammelte ein Gelehrtennetzwerk um sich, das aus Schülern, Glaubensflüchtlingen aus den Niederlanden sowie deren Ehefrauen bestand.
Besondere, auch internationale Bedeutung, haben die beiden Globen der Jahre 1541 und 1551, die im Jahr 1908 durch eine Stiftung des Zigarrenfabrikanten Theodor Böninger in die Bestände des Museums aufgenommen wurden. Der ältere Erdglobus mit einem Durchmesser von ca. 41 cm zeigt die Erde im Maßstab 1:30.000.000 und wurde von Kaiser Karl V. mit einem sechs Jahre gültigen Privileg versehen. Der Globus besteht aus zwei Halbkugeln aus Holzspänen und -stäben. Eine hohle Holzachse zwischen den Polen verbindet die beiden Teile, die am Äquator aufgehängt wurden. Erstmals wurde die Erde hier von sogenannten Loxodromen überspannt, die von den Meridianen im immer gleichen Winkel geschnitten werden und zur Navigation auf See dienten. Zehn Jahre später entstand als Pendant ein Himmelsglobus, der den Sternbildern gewidmet ist. → siehe auch: Mercator-Erdglobus von 1541, Mercator-Himmelsglobus von 1551
Die Sammlung wird um 21 Atlanten Mercators ergänzt, die im Folio-Format geschaffen wurden. Alle bedeutenden Werke Mercators sind hier ebenso zu finden, wie die von seinem Schüler Jodocus Hondius posthum veröffentlichten Arbeiten des Kartographen. In den Duisburger Beständen existieren auch einige der erhaltenen Briefe Mercators. So kam im Jahr 1995 durch eine Schenkung eine Kopie eines Schreibens an Johannes Vivianus an das Museum, der zu den letzten schriftlichen Äußerungen des Gelehrten gehört. → siehe auch: Atlas sive cosmographicae meditationes de fabrica mundi et fabricati figura, Chronologia (Gerhard Mercator)
Dabei wurde der Sammlungsschwerpunkt auch auf das Umfeld Mercators und auf seine Vorgänger ausgedehnt. Die älteste Karte in den Beständen stammt aus dem Jahr 1515 und wurde vom Kartäuserprior Gregor Reisch geschaffen. Sie zeigt das Mittelstück der Weltkarte „Zoana Mela“. Neben einer Vielzahl an Karten und Atlanten enthält die Sammlung auch eine Vielzahl an alten Drucken aus den Bereichen der Naturwissenschaften, Jurisdiktion, Religion, Geschichte oder Philosophie. In der Duisburger Sammlung existieren unter anderem Weltbeschreibungen des Astronomen Peter Apian, des Theologen Johannes Honter und des Geographen Sebastian Münster.

### Cash! Eine Geschichte des Geldes

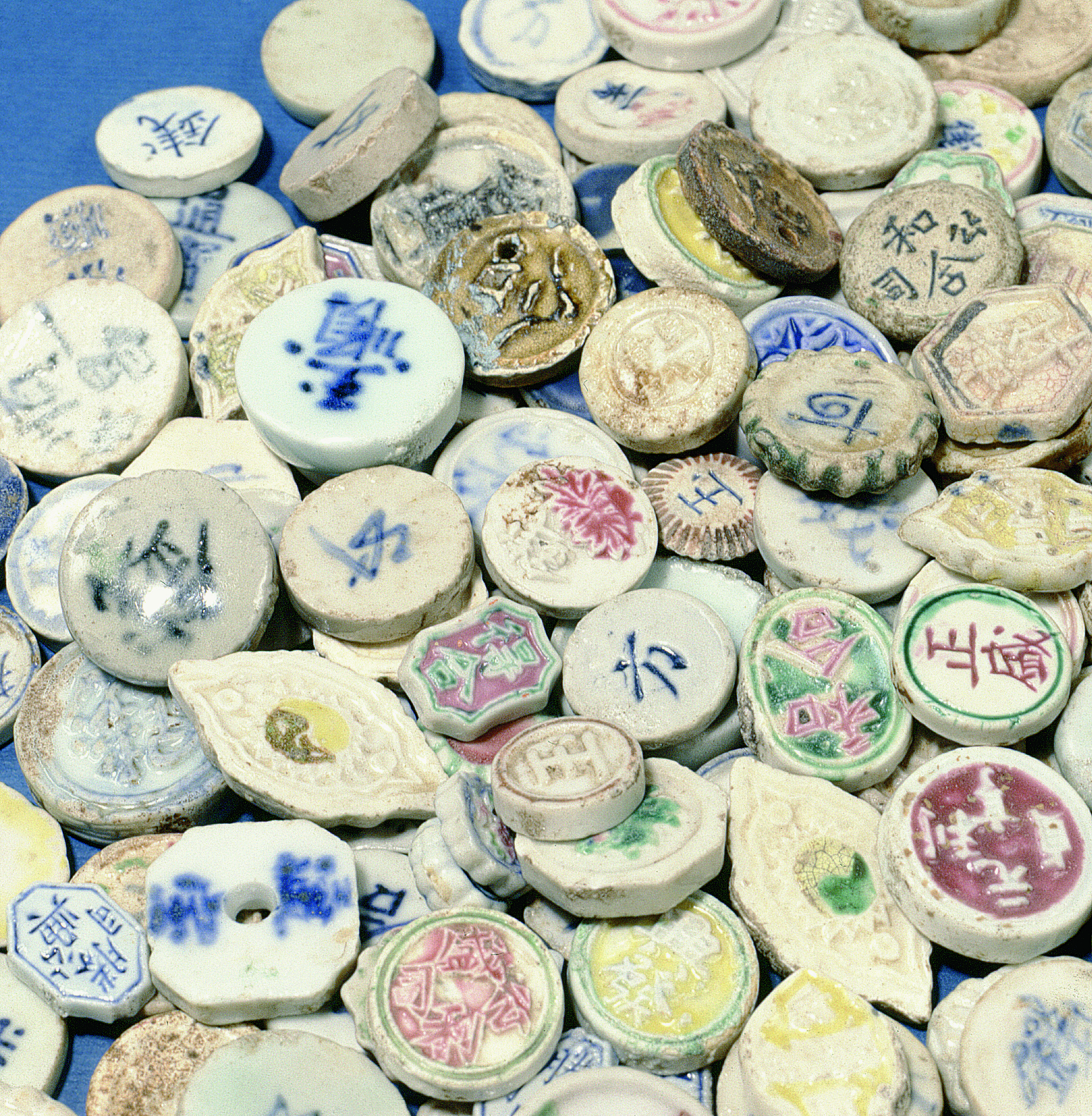
Auch siamesische Porzellantoken sind Teil der Sammlung.

Seit September 2024 bildet „Cash!“  die dritte Dauerausstellung im Kultur- und Stadthistorischen Museum. Sie zeigt vor allem Objekte der Sammlung Köhler-Osbahr. Diese gehört zu den großen Privatsammlungen des Landes Nordrhein-Westfalen und umfasst Objekte aus vielen Hochkulturen der Antike und Vormoderne. Daneben gehört zum Sammlungsbestand auch eine etwa 600 Bände umfassende Bibliothek. Seit dem 17. November 1990 wird die Sammlung auf 130 m2 im ersten Obergeschoss des Kultur- und Stadthistorischen Museums Duisburg als Dauerleihgabe präsentiert. Sie geht zurück auf die Sammeltätigkeit des Ehepaares Herbert W. Köhler (1919–2001) und Ingeborg Köhler, geborene Osbahr (1919–2002). Die Eheleute traten immer wieder als Kulturmäzene auf. So überließen sie der Stadt Duisburg 1986 einen Großteil ihres Vermögens in Form der „Köhler-Osbahr-Stiftung zur Förderung von Kunst und Wissenschaft“.
Durch Neuankäufe war die Sammlung auch nach ihrer Unterbringung im Museum immer wieder erweitert worden. Sie darf nach dem Willen des Stifterpaares sowohl in Dauer-, als auch in Sonderausstellungen präsentiert werden. Darüber hinaus soll sie durch Bestandskataloge auch wissenschaftlich erschlossen werden, wofür im Museum eine eigene Stelle geschaffen wurde. Die Sammlung bildete in den 1990er und 2000er Jahren zugleich auch den Kristallisationspunkt von Zustiftungen weiterer Sammlungen. Unter anderem gelangte so algerischer Berberschmuck ins Museum.
Die Sammlung umfasst Skulpturen und Gefäße, sowie Schmuck und Gebrauchsobjekte aus allen Teilen der Welt. Daneben besteht sie aus ca. 50.000 Münzen. Der Schwerpunkt wird hierbei auf die antiken Hochkulturen Griechenlands, Italiens, Südostasiens und Chinas gelegt. Ergänzt werden sie um Exponate aus Byzanz, dem Zweistromland, Ägypten und Mesoamerika. Dabei enthält die Kollektion vormünzliche Zahlungsmittel und Münzen von Beginn der Münzprägung bis hin zu heute gebräuchlichen Münzsystemen.
Die neue Dauerausstellung erzählt anhand der Vielfalt der Stücke die Geschichte des Geldes. Dabei wird vor allem die unterschiedlichen Formen, Funktionen und Folgen des Geldes in den Blick genommen. So werden vormünzliche Zahlungsmittel und Münzen von Beginn der Münzprägung bis hin zu heute gebräuchlichen Münzsystemen in der Ausstellung gezeigt. Zu den Kuriositäten der Sammlung gehört eine große Spatenmünze aus der chinesischen Zhou-Dynastie, die zu den ersten reinen Zahlungsmitteln der Welt gehört. Begleitend zur Ausstellung "Cash!" ist ein gleichnamiger Begleitband erschienen, der die Geschichte des Geldes erzählt.

## Sonderausstellungen (Auswahl)
Das Kultur- und Stadthistorische Museum Duisburg veranstaltet zwei bis drei Sonderausstellungen im Jahr, wobei es sich in Größe und Umfang um ganz verschiedene Projekte handelt. Im Fokus stehen dabei die Objekte aus den drei Sammlungen. Daneben entstanden seit 2014 immer wieder auch Kooperationsausstellungen mit dem Zentrum für Erinnerungskultur, Menschenrechte und Demokratie, das im Haus angesiedelt ist. Seltener werden auch Ausstellungen zugekauft. Zu den Ausstellungen erscheint die Zeitlupe als museumseigene Publikationsreihe.
Bedeutende Sonderausstellungen sind die zu großen Jubiläen stattfindenden Mercator-Gedächtnisausstellungen. Besonders viele Menschen zog die Schau „4 Millionen Jahre Mensch“ im Jahr 1999 an, die von über 62.000 Besuchern gesehen wurde.
Das Kultur- und Stadthistorische Museum organisierte auch Wanderausstellungen mit seinen Beständen. So reiste die „Gerhard Mercator“-Ausstellung 1991/1992 nach Kreta und Athen.
Seit 2010 entstanden folgende Sonderausstellungen.
| - 2010: „Der Kaiser kommt! Hafen, Markt und Stadt – Duisburg im Mittelalter“ - 2010: „Unter rauchenden Schloten. Das Ruhrgebiet im Spiel“ - 2011: „Faszination Keramik. Die Maya und Teotihuacan“ - 2011: „Schmelztiegel Duisburg“ - 2012: „Leben und Tod im alten Peru“ - 2013: „Asciburgium. Eine römische Militärsiedlung am Niederrhein“ - 2013: „3, 2, 1...Start! Seifenkistenrennen in Duisburg 1851–1951“ - 2014: „Mein Revier ist das Revier. Fotografien aus fünf Jahrzehnten von Manfred Vollmer“ - 2015: „Gelebte Nähe. Drei Künstler sehen Heimat“ - 2015: „‚Noch viele Jahre lange habe ich nachts von Duisburg geträumt.‘ Jüdisches Leben in Duisburg von 1918–1945“ - 2015: „Häuser der Weisheit. Wissenschaft im Goldenen Zeitalter des Islam“ | – | - 2016: „Die ganze Welt in Gottes Hand. Von der Heilserwartung des Mittelalters zu Mercators Beschreibung der Welt“ - 2016: „Freue dich und trinke wohl! Das antike Symposion der Griechen“ - 2017: „Dahin, wo der Pfeffer wächst! Reisende vor 500 Jahren“ - 2017: „Das rote Hamborn. Politischer Widerstand in Duisburg 1933–1945“ - 2017: „Die Götter beschenken. Antike Weihegaben“ - 2018: „Dispargum. Königssitz, Kaiserpfalz, Hansestadt. Neueste Erkenntnisse aus der Duisburger Stadtarchäologie“ - 2018: „Liebe & Hass. Vom Schatten ins Licht“ - 2019: „Sagenumwoben. Goldstädte, Paradiesorte und ferne Welten“ - 2019: „Weltensammler, Sinnsucher, Paradiesforscher. Eine Wunderkammer zum Erleben, Entdecken und Staunen“ - 2020: „Erinnern – Gedenken – Abschied nehmen“ (Online-Ausstellung) |  | - 2020: „The North American Indian – Faszination und Inszenierung in den Fotografien von Edward Curtis“ - 2021: „Geister & Genies. Ein Duisburger Gelehrten-Netzwerk im 16. Jahrhundert“ - 2021: „Glaubenskampf und Nächstenliebe. Geistliche Ritterorden in Duisburg und der Welt“ - 2022: „Feindschaft, Partnerschaft, Freundschaft?! Duisburgs Kontakte in alle Welt“ - 2023: „Göttliche Geheimnisse – Sterben und Wiederauferstehen in antiken Mysterienkulten“ - 2023: „Tierische Typen. Animalische Biografien vom Rheinwal bis zum Nachbarshund“ - 2025: „ÜBERSEeHEN. Auf (post)kolonialer Spurensuche in Duisburg“ - 2025: „Stolz und Vorteil. Duisburger Familien zwischen 1870 und 1930“ |  |

## Zentrum für Erinnerungskultur, Menschenrechte und Demokratie
Das Zentrum für Erinnerungskultur, Menschenrechte und Demokratie (ZfE) wurde im Herbst 2014 als Bildungseinrichtung der Stadt Duisburg in den Räumlichkeiten des Kultur- und Stadthistorischen Museums und des benachbarten Stadtarchivs gegründet. Vorausgegangen war eine jahrzehntelange Diskussion, in welcher Form die Verbrechen während der nationalsozialistischen Diktatur in Duisburg aufgearbeitet werden sollten. Das Ergebnis war zunächst im Mai 2014 die Einrichtung der sogenannten „DenkStätte“ als außerschulischer Lernort in Räumlichkeiten am Übergang zwischen Archiv und Museum.
Dabei verfolgte das ZfE von Anfang an eine zweifache Strategie der Themenfindung und -vermittlung. Zum einen fasst sich die Institution als forschende Gedenkstätte auf, die insbesondere durch die Aufarbeitung Duisburger Biografien aus der NS-Zeit an der Bildung historischen Wissens mitarbeitet. Dabei gehören auch dezidiert demokratiepädagogische Angebote in Form von Workshops, Zeitzeugengespräche und Fortbildungen in das Themenspektrum des Zentrums, wobei Schulklassen die Hauptzielgruppe bilden.
Zum anderen nimmt das Zentrum eine deutliche migrationsgeschichtliche Perspektive ein. Ziel seiner Arbeit ist es, über die historische Auseinandersetzung mit dem Nationalsozialismus demokratische Positionen in den Debatten und Konflikten der Gegenwart zu stärken und die historischen Strukturen von Ausgrenzung und Diskriminierung, Rassismus und Antisemitismus aufzuzeigen. Aus Kooperationen von ZfE und Museum gingen bereits mehrere Sonderausstellungen hervor, unter anderem eine umfassende Schau zum jüdischen Leben in Duisburg zwischen 1918 und 1945. Ziel ist die Schaffung einer eigenen Dauerausstellung in den Räumlichkeiten des Kultur- und Stadthistorischen Museums.

## „Mercator Matinée“
Aus der Zusammenarbeit der Duisburger Mercator-Gesellschaft, dem Kultur- und Stadthistorischen Museum und der Duisburger Bürgerstiftung gingen im Jahr 2012 die „Mercator Matinéen“ hervor, die in den Räumlichkeiten des Museums stattfinden. Ziel der Vortragsreihe mit jährlich wechselndem Thema ist es, die Leistungen Gerhard Mercators zu aktualisieren und einer interessierten Öffentlichkeit zur Verfügung zu stellen. Die Konzeption übernahm der Künstler und Projektmanager Wilfried Schaus-Sahm.
Themen der Mercator Matinéen (Auswahl):
- 2015: „Das Wissen und der Glaube“
- 2016: „Das Neue ist nicht aufzuhalten“
- 2017: „Welt im Wandel“
- 2018: „Der Blick in den Himmel“
- 2019: „Wo bitte geht’s nach China?“
- 2022: „Die neue und die alte Welt“
- 2023: „Die Hälfte des Himmels“
- 2024: „Von Freiheit, Lust und Fegefeuer“
- 2025: „Unser blauer Planet“

## Museum Stadt Königsberg
Das 1968 gegründete Museum Stadt Königsberg war 1992 in eigene Räume innerhalb des Kultur- und Stadthistorischen Museums Duisburg eingezogen. Es erinnerte an die Kultur- und Geschichte von Königsberg (Preußen), der 1945 untergegangenen Hauptstadt Ostpreußens auf der Grundlage einer 1951 von Duisburg übernommenen Patenschaft. Das Museum wurde zum 10. Januar 2016 geschlossen, um im Ostpreußischen Landesmuseum in Lüneburg aufzugehen.